# Хатылыма
Ха́тылыма (якут. Хаатылыма) — село в Мегино-Кангаласскогм улусе Якутии. Административный центр и единственный населённый пункт 2-го Тыллыминского наслега.

## География
Село находится на берегу одноимённого озера, на расстоянии 65 км к югу от посёлка городского типа Нижний Бестях, административного центра района.

## История
Изначально село входило в состав Тыллыминского наслега с центром в селе Ломтука, расположенном в 18 км к северо-востоку от Хатылымы. В 2001 году село было выделено в самостоятельный Тыллыминский 2-й наслег.

## Население
| 2002 | 2010 | 2012 | 2013 | 2014 | 2015 | 2016 |
| ---- | ---- | ---- | ---- | ---- | ---- | ---- |
| 142  | ↘118 | ↘115 | ↘114 | ↘113 | ↗119 | ↘117 |
| 2017 | 2018 | 2019 | 2020 | 2021 |      |      |
| ↗118 | ↗119 | ↗121 | ↘120 | →120 |      |      |

## Улицы
| - ул. И. Спиридонова, - ул. Лукина, | - ул. Озёрная, - ул. Сосновая. |